# Philippe de Rothschild

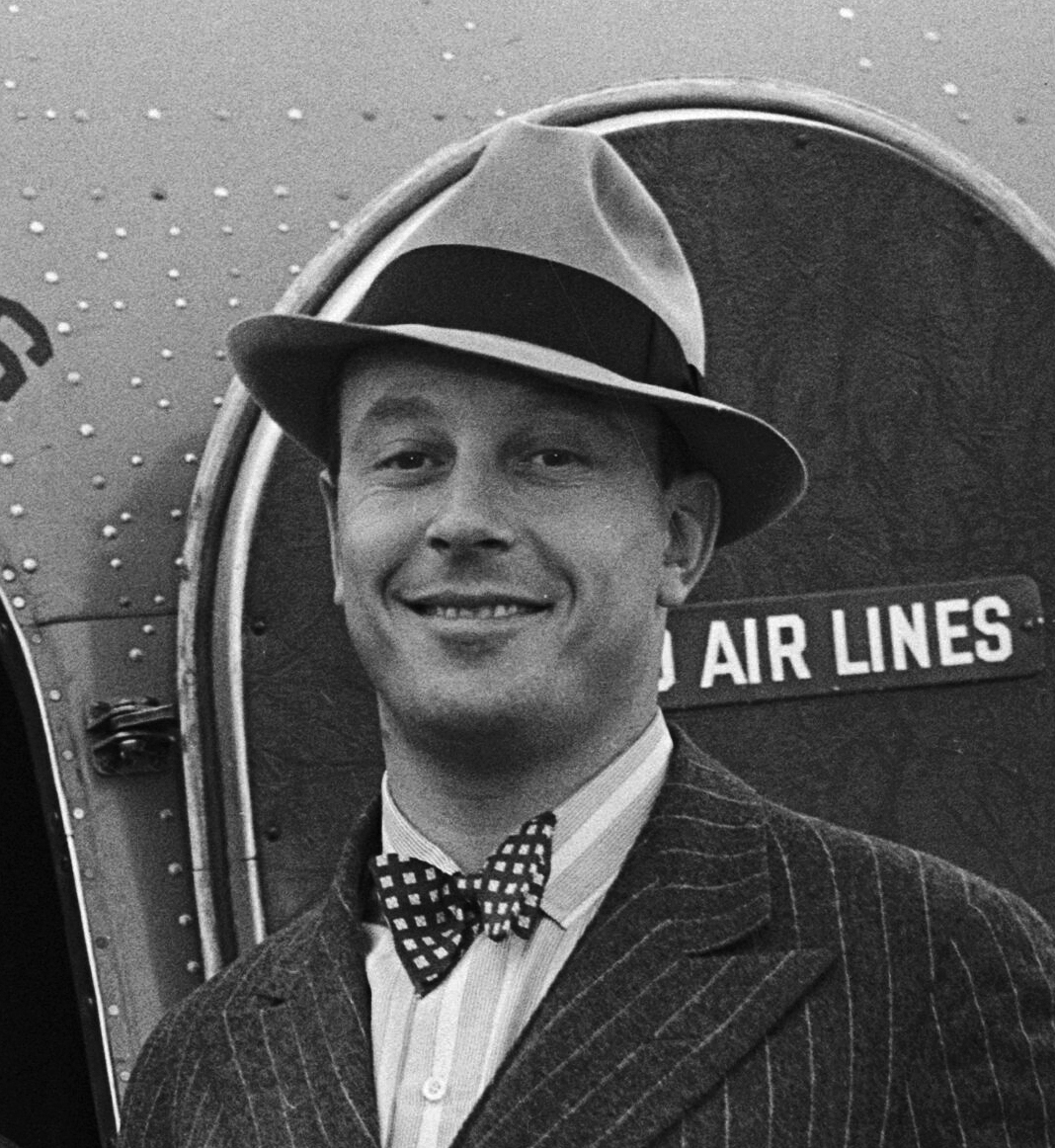
Baron Philippe de Rothschild (1935)

Baron Georges Philippe de Rothschild (* 13. April 1902 in Paris; † 20. Januar 1988 ebenda) war ein französischer Unternehmer, Automobilrennfahrer und Eigentümer des Weingutes Château Mouton-Rothschild in Pauillac bei Bordeaux.
Er war der Ur-Enkel von Baron Nathaniel de Rothschild, der 1853 das Weingut als Château Brane Mouton erworben und in „Château Mouton-Rothschild“ umbenannt hatte. Philippe de Rothschild machte aus Mouton-Rothschild durch strategisches Qualitätsstreben und innovative Marketingmaßnahmen ein weltweit im Luxussegment des Marktes erfolgreiches Weingut.

## Herkunft
Georges Philippe de Rothschild war das jüngste Kind von Baron Henri de Rothschild (1872–1946) und dessen Frau Mathilde Sophie Henriette von Weissweiller (1872–1926), die aus einer Frankfurter Bankiersfamilie stammte. Er wuchs gemeinsam mit seinen Geschwistern, James-Henri (1896–1984) und Nadine Charlotte Thérèse (1898–1958), in Paris und London auf.

## Heirat und Nachkommen
In erster Ehe heiratete er 1934 Elisabeth (Lilli) Pelletier de Chambre (1902–1945, im KZ Ravensbrück ermordet), geschiedene Baronin de Becker-Rémy. Aus der Ehe gingen zwei Kinder hervor:
- Philippine Mathilde Camille (1933–2014) ⚭ 1961 Jacques Sereys.
- Charles Henri (*/† 1937)

1954 ging er eine weitere Ehe mit seiner langjährigen Geliebten Pauline Fairfax-Potter (1908–1976), geschiedene Fulton Leser und ehemalige Geliebte des Filmemachers John Huston, ein.

## Leben

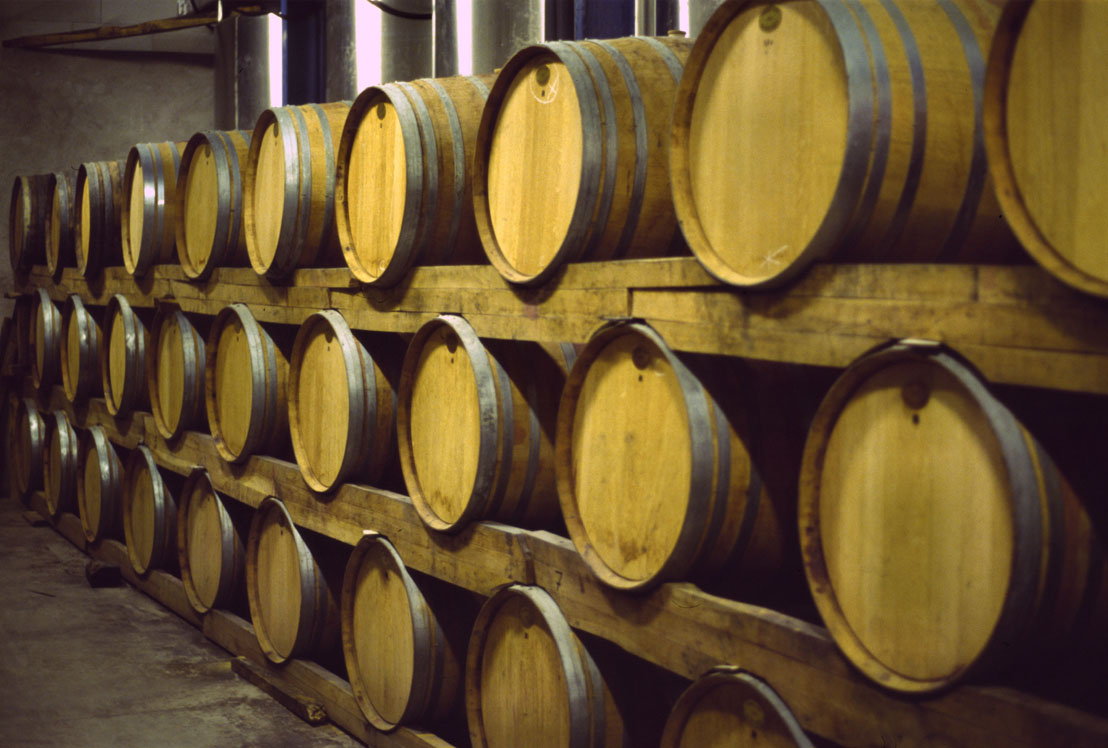
Barriquelager in einer französischen Weinkellerei

Während der 1920er Jahre führte Philippe de Rothschild das Leben eines Playboys. Von seinem Vater übernahm er auch die Liebe zu schnellen Autos; bei Rennen startete er unter dem Pseudonym „Georges Philippe“. 1928 fuhr er sein erstes Grand-Prix-Rennen unter anderem beim Grand Prix Paris-Nizza, 24 Stunden von Le Mans und das erste ausgetragene Autorennen auf dem Stadtkurs Circuit de Monaco in Monte Carlo (Großer Preis von Monaco), wo er den vierten Platz belegte. Ebenfalls 1928 nahm er als Segler an den Olympischen Spielen in Amsterdam teil, in der 6-Meter-Klasse belegte er mit seiner Crew den achten Platz.
1922 übernahm der erst Zwanzigjährige das Weingut von seinem Vater, Baron Henri de Rothschild. Zwei Jahre später „erfand“ er die Château-Abfüllung und lieferte seine Weine nicht mehr, wie bis dahin üblich, in Fässern an die Großhändler aus, die „Négociants“, sondern ausschließlich in Flaschen – zu jener Zeit eine neue, innovative Maßnahme, die im Weingeschäft von Bordeaux Widerstand hervorrief, da sie die Zahlungsströme der Kunden weg von den Großhändlern und hin zum Weingut lenkte.
Premiers Crus wie Château Lafite, Latour, Haut-Brion und Château Margaux mussten nachziehen. Die „Weinguts-Abfüllung“ (Mise en bouteille au château), die einen etwa anderthalb- bis zweijährigen Ausbau des Weines in Barriques erfordert, verlangte die Erstellung neuer und größerer Kellerei-Einrichtungen, die in den Jahren 1924 bis 1927 mit der Errichtung des Grand Chai durch den Pariser Architekten Charles Siclis (1889–1942) vollzogen wurde.
Ende der 1920er Jahre hatte es in Bordeaux einige schlechte Jahrgänge gegeben, und Baron Philippe de Rothschild machte aus der Not eine Tugend. Er vermarktete 1927 einen einfachen Wein, den er „Carruades de Mouton“ nannte, aber dieser war ein wirtschaftlicher Flop. Im Jahre 1930 wurde mit dem Nachfolger „Mouton Cadet“ ein zweiter Versuch gestartet. Der Namensteil Cadet bedeutet auf Deutsch Junior oder Jüngster und wurde nach ihm, dem jüngsten Spross der Familie, benannt. Der Name hatte eine zweifache Bedeutung, denn der Baron wollte damit auch die einfachere Qualität ausdrücken. Mouton verzichtete auf den Carruades, aber das Premier-Cru-Nachbargut der Vetternfamilie, Château Lafite-Rothschild, hatte seit Jahrzehnten seinen Zweitwein „Carruades de Lafite“ benannt – Wein, der die Steuerung der Qualität des Großen Weines, des Grand Vin, erst ermöglicht. Der Zweitwein war eine der vielen Ideen des Barons hinsichtlich Produkt- und Qualitätsmanagement sowie Gewinnmaximierung.

### 1939–1945
Während des Krieges wurden die Weingüter durch die pro-deutsche Vichy-Regierung annektiert. Ein deutscher „Weinführer“ wurde mit der Leitung beauftragt. Während der Kriegsjahre war Baron Philippe de Rothschild bei den alliierten Truppen in England, während seine Frau und seine Tochter in Frankreich blieben. 1941 wurden sie von der Gestapo ins Konzentrationslager Ravensbrück deportiert, von wo nur die Tochter zurückkehrte.
Die Nachkriegsjahre waren der Beseitigung von Kriegsschäden sowie dem Ausbau und der marktstrategischen Ausrichtung des Familienunternehmens gewidmet. 1945 führte Philippe Künstleretiketten, étiquettes d’artiste, ein. Die Idee hatte er erstmals 1924 mit dem Künstler Jean Carlu (1900–1997) realisiert. Ab dem Jahrgang 1945 sollte nun ein Etikett des Erstweins Château Mouton-Rothschild durch einen anderen zeitgenössischen Künstler gestaltet werden. Dies jährlich wechselnde Etikett gab der Marke damit bis zum heutigen Tag ein Gesicht. Den Auftakt machte 1945 der französische Maler und Freund Philippe Jullian (1921–1977). Anlässlich des Sieges über Deutschland und auf Anweisung von Philippe de Rothschild entwarf der junge Künstler ein Etikett mit dem Aufdruck 1945 Année de la victoire („1945 Jahr des Sieges“).

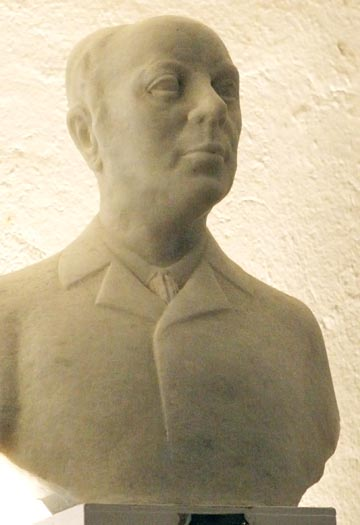
Büste von Philippe de Rothschild, Château Mouton-Rothschild

Seit 1945 wird das Etikett des Château Mouton-Rothschild in jedem Jahr von einem zeitgenössischen Künstler gestaltet. Salvador Dalí (1958), Joan Miró (1969), Marc Chagall (1970), Pablo Picasso (1973) und Georg Baselitz (1989, das „Mauerfall“-Etikett) sind nur einige der berühmten Namen, die ein Kunstwerk diesem Wein widmeten. 1987 war das Jahr der letzten Weinlese von Philippe de Rothschild, der kurz nach der Lese verstarb. Das Etikett für diesen Jahrgang wurde von Hans Erni entworfen und zeigt ein Porträt des Barons, das diesem so auch eine letzte Ehre erweist. Durch diesen Promotion-Einfall konnten die Nachfrage nach dem Wein und auch sein Wert gesteigert werden; die Etiketten gelten heute als Sammlerobjekte.
Die Bezahlung der Künstler geschieht bis heute in Naturalien, in Wein.

### Änderung der Klassifizierung
Anlässlich der Weltausstellung in Paris 1855 war Château Mouton Rothschild als Deuxième Cru klassifiziert worden – eine historische Tatsache, die Philippe de Rothschild ändern wollte, denn der Mouton Rothschild wurde jahrelang als Premier Cru bewertet – die ursprüngliche Klassifikation von 1855 basierte lediglich auf langjährigen Handels-Durchschnittspreisen. Allerdings hatte diese Einstufung durch das Edikt des Kaisers Napoléon III. zur Weltausstellung in Paris eine Art Gesetzescharakter erlangt.
Am 21. Juni 1973 wurde vom damaligen Landwirtschafts-Minister Jacques Chirac das Dekret unterzeichnet, das Château Mouton Rothschild weinrechtlich zum Premier Cru hochstufte. In Frankreich unterliegen zum Beispiel eventuelle Verkäufe eines Premier-Cru-Weingutes speziellen Bedingungen – unter anderem muss der Erwerber naturalisierter Franzose sein, da ein solches Weingut als „nationales Kulturgut“ angesehen wird. Diese Änderung ist die einzige, die bislang seit 1855 an der Weinklassifikation der Médoc-Halbinsel vorgenommen wurde.

## Weitere unternehmerische Tätigkeiten
Eine besondere geschäftliche Beziehung pflegte Rothschild mit dem kalifornischen Weinbauunternehmer Robert Mondavi (1913–2008). Gemeinsam starteten sie im Jahre 1979 im Napa Valley das Joint Venture Opus One Vineyard mit dem Rotwein „Opus One“. Weitere Beteiligungen bzw. Kooperationen gibt es unter anderem mit Leonardo di Frescobaldi (* 1916) auf den Weingütern Ornellaia (Italien) und Errázuriz (Chile).
Château Mouton-Rothschild gilt heute als Luxusmarke. Das Weingut und die dazugehörende Firmengruppe werden seit 1988 von Philippe de Rothschilds Tochter, Philippine de Rothschild-Sereys geleitet.

## Motorsport
Philippe de Rothschild trat 1929 zusammen mit Guy Bouriat beim 24-Stunden-Rennen von Le Mans in einem Stutz-Rennwagen an und erreichte dort den fünften Platz. Neben dem Rennen in Le Mans war er in den 1930er-Jahren auch bei anderen Sportwagenrennen aktiv.

## Statistik

### Le-Mans-Ergebnisse
| Jahr | Team                    | Fahrzeug                | Teamkollege     | Platzierung | Ausfallgrund |
| ---- | ----------------------- | ----------------------- | --------------- | ----------- | ------------ |
| 1929 | Automobiles Elite Paris | Stutz Model M Blackhawk | Guy Bouriat     | Rang 5      |              |
| 1930 | Robert Parke            | Stutz Model M Blackhawk | Edmond Bourlier | Ausfall     | Achsbruch    |

## Sonstiges
Der Asteroid (977) Philippa wurde nach ihm benannt.